# In nativitatem Domini Nostri Jesu Christi canticum H.414
In nativitatem Domini Nostri Jesu Christi canticum (ou In nativitatem D.N.J.C. canticum) H.414 est un oratorio de Noël (ou pastorale) pour solistes, chœur, 2 dessus instrumentaux et basse continue, composé par le compositeur français de musique baroque Marc-Antoine Charpentier en 1684.

## Historique

### Charpentier et l'oratorio
Charpentier fut initié au genre de l'oratorio vers 1670 par son maître Giacomo Carissimi, à Rome où il passa trois ans. Il introduisit le concept en France et fut le seul compositeur français de sa génération à composer dans ce genre.
Bien que le terme d'oratorio ait été parfois utilisé en France à la fin du XVIIe siècle et au début du XVIIIe siècle (comme dans le Dictionnaire de Musique de Brossard en 1703), il n'a jamais été utilisé par Charpentier et ses contemporains, car ces œuvres sont en fait des motets dramatiques en latin composés pour la liturgie et pas pour des réunions dans un oratoire ou pour des concerts spirituels.
Parmi ses motets dramatiques en latin (appelés abusivement oratorios), Charpentier distinguait trois types, auxquels il appliquait les dénominations suivantes :
- historia : motet de grande ampleur avec chœur ou double chœur et narrateur ;
- canticum (dans le sens de motet et non de cantique) : motet écrit pour un nombre plus limité d'interprètes ;
- dialogus : motet de la même dimension que le canticum mais sans narrateur.

### Les oratorios de Noël
Parmi les 35 motets dramatiques (ou oratorios) écrits par Charpentier,, plusieurs se rapportent à la Nativité (H.314, H.393, H.414, H.416, H.420 et H.421). 
Ils portent souvent des titres extrêmement semblables, si pas exactement identiques, :
- In nativitatem Domini canticum, "Quem vidistis pastores" (H.314) ;
- Canticum in nativitatem Domini, "Frigidae noctis umbra" (H.393), composé en 1676[9] ;
- In nativitatem Domini Nostri Jesu Christi canticum (In nativitatem D.N.J.C. canticum), "Frigidæ noctis umbra" (H.414) composé en 1684[10],[4] ;
- In nativitatem Domini canticum, "Usquequo avertis faciem tuam" (H.416) composé avant 1690[1] ;
- Dialogus inter angelos et pastores Judeae in nativitatem Domini, "Usquequo avertis faciem" (H.420) composé vers 1690 ;
- In nativitate Domini Nostri Jesu Christi canticum, "Frigidæ noctis umbra" (H.421) composé en 1698[11].

In nativitatem Domini canticum H.416 est du type dialogus tandis que l'oratorio In nativitatem D.N.J.C. canticum H.414 est du type canticum.
Par ailleurs, Charpentier a écrit, outre une Messe de Minuit H.9 et des Noël pour les instruments H.531 et H.534, deux Pastorales en français sur la Nativité : la Pastorale sur la Naissance de N.S. Jésus-Christ H.483 et Sur la naissance de Notre Seigneur Jésus Christ H.482

### In nativitatem Domini Nostri Jesu Christi canticumH.414
In nativitatem Domini Nostri Jesu Christi canticum H.414 est un oratorio de Noël plus modeste que l'oratorio In nativitatem Domini canticum H.416, qui est le plus ample et le plus élaboré des oratorios de Noël de Charpentier.
Il fut écrit en 1684 pour la musique de Marie de Lorraine, duchesse de Guise et cousine du roi Louis XIV, qui entretenait en son hôtel un petit ensemble de chanteurs et d'instrumentistes que Charpentier dirigea jusqu'à la mort de la princesse en 1688.

## Description
Comme il a été dit plus haut, cet oratorio est du type canticum et comporte donc un narrateur.
Trois solistes (deux pour l'Évangéliste et un ange), dialoguent avec un chœur de bergers à six voix qui oppose les trois voix de dessus aux trois voix de basse.
L'oratorio se termine par l'air d'un berger repris par le chœur final Salve, puerule (Salut, petit enfant).
- Praeludium
- Récitatif de l'Évangéliste
- Air de l'Ange
- Chœur des Bergers
- Ritournelle
- Récitatif de l'Évangéliste
- Air d'un berger et chœur : Salve, puerule

## Discographie
- In nativitatem D.N.J.C. canticum H.414, et (Pastorale sur la Naissance de N.S. Jésus-Christ H.483), Agnès Mellon et  Jill Feldman, sopranos, Guillemette Laurens, alto, Dominique Visse et Vincent Darras, hautes-contre, Michel Laplénie et Étienne Lestringant, ténors, Antoine Sicot, basse,  Philippe Cantor, baryton, Les Arts florissants, dirigés par William Christie. Enregistrement 1982 (In nativitatem D.N.J.C. canticum) et 1981 (Pastorale), paru sur CD Harmonia Mundi HMC 901082 puis HM 0905124 sorti en 1990 (sans H.483, mais couplé avec Les Antienne Ô de l'Avent H.36 à H.43 et les Noëls sur instruments H.534).
- In nativitatem D.N.J.C. canticum H.414, "The Christmas album", Taverner Consort Choir & Players, dir. Andrew Parrott. CD Emi classics 1992.
- In nativitatem D.N.J.C. canticum H.414, Aradia Ensemble, dir.Kevin Mallon. CD Naxos 1999.